# Corrado Bonfanti Linares
Corrado Bonfanti Linares (Avola, 16 ottobre 1866 – 1934) è stato un prefetto italiano, capo della Polizia (1921-1922).

## Carriera
Laureato in giurisprudenza, entrato nell'amministrazione degli Interni nel 1891, prestò servizio nelle sedi di Siracusa, Noto, Roma, Nicosia, Acireale, Reggio Calabria, Patti, Gela, Taranto.
Nella carriera prefettizia, fu assegnato come Viceprefetto presso la Prefettura di Messina. Nominato prefetto nel 1919, guidò le prefetture di Ravenna (agosto - dicembre 1919), Mantova (dicembre 1919 - giugno 1920), Udine (giugno 1920 - gennaio 1921).
Fu commissario civile della Dalmazia dal dicembre 1920 al luglio 1921.
Dal 14 luglio 1921 al 1º marzo 1922 fu Capo della polizia - direttore generale della pubblica sicurezza. In tale funzione, preparò per conto del governo presieduto da Ivanoe Bonomi il decreto di scioglimento delle squadre di combattimento fasciste, a cui non fu dato seguito per la caduta dell'esecutivo.
Venne collocato a riposo nel 1924.

## Onorificenze
- Gran Cordone dell'Ordine della Corona d'Italia;
- Ufficiale dell'Ordine Mauriziano.